# Karera ga honki de amu toki wa
Karera ga honki de amu toki wa (彼らが本気で編むときは、)(Brasil: Entre-Laços ) é um filme japonês do género drama, realizado e escrito por Naoko Ogigami, e protagonizado por Toma Ikuta, Kenta Kiritani e Rinka Kakihara. A sua estreia mundial ocorreu a 10 de fevereiro de 2017, na secção Panorama da sexagésima sétima edição do Festival de Berlim, onde venceu o Prémio Teddy do Júri. Estreou-se no Japão a 25 de fevereiro de 2017.

## Elenco
- Toma Ikuta como Rinko
- Kenta Kiritani como Makio
- Rinka Kakihara como Tomo
- Mimura como Hiromi
- Eiko Koike como Naomi
- Mugi Kadowaki como Yuka
- Shuji Kashiwabara como Yoshio
- Kaito Komie como Kai
- Lily como Sayuri
- Misako Tanaka como Fumiko
- Noriko Eguchi como Kanai
- Tōru Shinagawa como Saito

## Reconhecimentos
| Ano  | Prémios                                                                 | Categorias                               | Destinatários e nomeados       | Resultado | Referências |
| ---- | ----------------------------------------------------------------------- | ---------------------------------------- | ------------------------------ | --------- | ----------- |
| 2017 | Festival de Berlim                                                      | Prémio Teddy do Júri                     | Karera ga honki de amu toki wa | Venceu    | [ 1 ]       |
| 2017 | Festival de Berlim                                                      | Prémio do Público Panorama               | Karera ga honki de amu toki wa | Indicado  | [ 1 ]       |
| 2017 | Festival de Cinema Gay e Lésbico de Lisboa                              | Prémio do Público                        | Karera ga honki de amu toki wa | Venceu    | [ 3 ]       |
| 2017 | LesGaiCineMad: Festival Internacional de Cinema Lésbico e Gay de Madrid | Prémio do Júri de melhor filme de ficção | Karera ga honki de amu toki wa | Venceu    | [ 4 ] [ 5 ] |
| 2017 | LesGaiCineMad: Festival Internacional de Cinema Lésbico e Gay de Madrid | Prémio do Público de melhor filme        | Karera ga honki de amu toki wa | Venceu    | [ 4 ] [ 5 ] |
| 2017 | Festival de Cinema Homochrom                                            | Prémio do Público Chromie                | Karera ga honki de amu toki wa | Venceu    | [ 6 ]       |
| 2017 | Festival Internacional de Cinema LGBT de Telavive                       | Prémio do Júri                           | Karera ga honki de amu toki wa | Venceu    | [ 7 ]       |